# Marita Lybeck
Marita Lybeck, född 26 augusti 1906 i Helsingfors, död 20 mars 1990 i Grankulla, var en finländsk keramiker. Hon var gift med målaren Nils Lybeck och syster till kritikern-författaren Nils-Gustav Hahl. Hennes fader var professor Carl Hahl och modern hette Karin Maria Emilia Åkerman.
Lybeck studerade på 1920-talet vid teckningslärar- och textillinjen vid Centralskolan för konstflit och vid keramikavdelningen 1931; studerade också vid Académie Colarossi i Paris 1926. Hon blev känd som keramiker och återupptäckare av rödleran som material. Hennes design var ett exempel på den begränsade serieproduktionens möjligheter inom keramiken. Hon knöts i mitten av 1930-talet till Aino Aalto och Artek och fick en beställning på restaurang Savoys inredning i form av terrasskrukor, fruktfat och terriner (av vilka ett urval ställdes ut på världsutställningen i Paris 1937). Keramiken som Lybeck tillverkade för Artek brändes i Kera Oy:s ugnar nära hennes bostad i Grankulla. Hon stod på 1930-talet också bakom en stor del av Arteks inredningstyger, främst möbeltyger och mattor, men även några gobelänger. 
Lybecks keramikproduktion i rödlera startade i större skala under namnet Emmel i hennes egen verkstad i mitten av 1940-talet, och tillverkningen av praktiska och stapelbara produkter kulminerade på 1950-talet. Hennes praktiska och vackra vardagsvara kom senare att bli modellbildande för industriellt massproducerade föremål. Efter att i slutet av 1950-talet ha övergått till Kera Oy (konstnärlig ledare 1957–1959) blev den så kallade Kotoserien Lybecks viktigaste produkt, innan fabriken upphörde med sin verksamhet 1959. Lybeck kallades 1962 att leda Stockmanns konstindustriavdelning. Hon erhöll silvermedalj vid triennalen i Milano 1954. En utställning - Form och funktion - av Lybecks keramikkonst hölls 1996 i Kabelfabriken.

## Utmärkelser
- Vinterkrigets minnesmedalj[2]

[Redigera Wikidata]